# Wilchowe (Schtschastja)
Wilchowe (ukrainisch Вільхове; russisch Ольховое Olchowoje) ist eine Ansiedlung im Osten der ukrainischen Oblast Luhansk mit etwa 3100 Einwohnern (2001).
Wilchowe hat an der Bahnstrecke Jassynuwata–Millerowo einen Grenzbahnhof an der Grenze zwischen Russland und der Ukraine.
Die 1884 gegründete Siedlung liegt 10 km östlich vom ehemaligen Rajonzentrum Stanytschno-Luhanske und 30 km nordöstlich vom Oblastzentrum Luhansk nahe der Grenze zur russischen Oblast Rostow und wenige Kilometer nördlich des Ufers des Siwerskyj Donez, der hier seit dem Ukrainekrieg die Grenze zu dem von pro-russischen Separatisten besetzten Gebiet des Rajon bildet.
Am 12. Juni 2020 wurde das Dorf ein Teil der neugegründeten Siedlungsgemeinde Stanyzja Luhanska, bis dahin bildete ein Teil der Landratsgemeinde Walujske im Süden des Rajons Stanytschno-Luhanske.
Seit dem 17. Juli 2020 ist sie ein Teil des Rajons Schtschastja.